# 조선민주주의인민공화국의 야구 용어
조선민주주의인민공화국은 문화어 정책에 따라 스포츠 용어도 주체식 표기법으로 사용하고 있기 때문에 국제공용어를 그대로 쓰는 대한민국와 큰 차이를 보이고 있다.근데 지금은 아니다
그러나 조선민주주의인민공화국은 국제경기에 참가하는 선수들이 의사소통에 불편을 겪는 등 여러 가지 문제점이 생기자 1997년 1월부터 국제공용어를 쓰도록 했으나 조선민주주의인민공화국 방송 등에서는 아직도 주체식 표기를 혼용하고 있다.

## 표준어와 문화어에서의 야구 용어의 차이
| 문화어       | 표준어       |
| ------------ | ------------ |
| 살짝치기     | 번트         |
| 넣는 사람    | 투수         |
| 안마당지기   | 내야수       |
| 진격수       | 주자         |
| 자리지기     | 수비수       |
| 진           | 베이스       |
| 치기수       | 타자         |
| 부정확한 공  | 볼           |
| 정확한 공    | 스트라이크   |
| 실격         | 아웃         |
| 이중실격     | 더블플레이   |
| 등블게임     | 야간경기     |
| 공중볼       | 플라이볼     |
| 본지         | 홈           |
| 삼중실격     | 트리플플레이 |
| 1진          | 1루          |
| 2진          | 2루          |
| 3진          | 3루          |
| 받는 사람    | 포수         |
| 바깥마당지기 | 외야수       |
| 긴직선공치기 | 직선타구     |
| 야구봉       | 야구배트     |
| 보호모       | 포수마스크   |